# Leucoraja fullonica
Leucoraja fullonica es una especie de pez de la familia de los Rajidae en el orden de los Rajiformes.

## Morfología
- Hocico pronunciado.[2]
- Dos hileras de aproximadamente 50 grandes espinas a cada lado de la línea media, que se extienden hasta la primera aleta dorsal.[2]
- Fila de 3 a 9 espinas en la parte frontal de la cabeza.[2]

- Ocho espinas cerca del ojo.[2]

- Los machos pueden llegar a alcanzar los 120 cm de longitud total y las hembras 111.

## Reproducción
Es ovíparo y las hembras ponen huevos envueltos en una cápsula córnea.

## Alimentación
Come animales bentónicos. <

## Hábitat
Es un pez de mar y de aguas profundas que vive entre 30–550 m de profundidad.

## Distribución geográfica
Se encuentra desde Murmansk (Rusia), Noruega, el sur de Islandia, las Islas Feroe, el norte del Mar del Norte y Skagerrak hasta el norte del Marruecos, el Mediterráneo occidental Madeira.  Lado occidental y oriental del sur del mar Adriático, a profundidades entre 297 y 574 m.

## Observaciones
Es inofensivo para los humanos.